# Píďalka hojná
Píďalka hojná (latinsky Xanthorhoe ferrugata, jinak i Zubočárník rezavý) je mol s délkou předního křídla 1–1,2 cm. Má šedohnědé až červenohnědé přední křídlo s širokým tmavším, obvykle hnědočerným středním polem a se dvěma černými skvrnkami ve vnějším poli. Vlnovka je bělavá, někdy neostrá. Vyskytuje se v listnatých a smíšených lesích, na lesních okrajích, křovinatých loukách.